# Langtang-Nationalpark
Der Langtang-Nationalpark befindet sich im Norden der nepalesischen Verwaltungszone Bagmati, etwa 50 km nördlich der Hauptstadt Kathmandu.
Der 1976 gegründete Langtang-Nationalpark umfasst ein 1710 km² großes Gebiet im Zentral-Himalaya.
Der Nationalpark erstreckt sich über Teile folgender Distrikte: Nuwakot, Rasuwa und Sindhupalchok. Im Norden grenzt der Nationalpark an das Autonome Gebiet Tibet der Volksrepublik China.
Im Schutzgebiet befindet sich das Flusstal des Langtang Khola sowie die angrenzenden Gebirgszüge. Im Norden erstreckt sich im Himalaya-Hauptkamm das Langtang-Himal-Massiv mit dem 7227 m hohen Langtang Lirung. Weitere Gipfel im Langtang Himal sind Kimshung, Dragmarpo Ri und Yala Peak.
In der niedrigeren südlichen Bergkette befinden sich unter anderen folgende Gipfel: Dorje Lhakpa (6966 m) und Naya Kanga (5846 m). An deren Südhang entspringen die Flüsse Melamchi Khola, Indrawati und Balephi Khola. Im Nordwesten dieser Bergkette liegt der als Heiligtum verehrte Bergsee Gosainkunda. Unterhalb diesem liegt ein weiterer Bergsee, der Bhairabkunda. Im Osten des Nationalparks verläuft entlang der chinesischen Grenze eine weitere Bergkette in Nord-Süd-Richtung, die dem Jugal Himal zugerechnet wird. Zu dieser gehört auch der markante 6427 m hohe Langshisha Ri.

## Tourismus
Der Nationalpark ist ein beliebtes Ziel für Trekking-Touristen und Bergsteiger.